# Тархово (Нижнеломовский район)
Тархово — село в Нижнеломовском районе Пензенской области России. Входит в состав Кривошеевского сельсовета.

## География
Село находится в северо-западной части Пензенской области, в пределах Керенско-Чембарской возвышенности, в лесостепной зоне, на берегах реки Мичкас, на расстоянии примерно 13 километров (по прямой) к юго-востоку от города Нижний Ломов, административного центра района. Абсолютная высота — 169 метра над уровнем моря.

### Климат
Климат характеризуется как умеренно континентальный, с холодной продолжительной зимой и тёплым летом. Средняя температура воздуха самого тёплого месяца (июля) — 19,1 — 19,5 °C; самого холодного (января) — −13,3 — −11,3 °C. Продолжительность безморозного периода 125—144 дней. Период активной вегетации длится около 141 дня. Среднегодовое количество атмосферных осадков составляет 520 мм, из которых большая часть выпадает в тёплый период. Снежный покров устанавливается в конце ноября и держится в течение 140 дней.

### Часовой пояс
Село Тархово, как и вся Пензенская область, находится в часовой зоне МСК (московское время). Смещение применяемого времени относительно UTC составляет +3:00.

## Население
| 1785 | 1864 | 1877 | 1897 | 1911 | 1926 | 1930 |
| ---- | ---- | ---- | ---- | ---- | ---- | ---- |
| 282  | ↗377 | ↗405 | ↗499 | ↗643 | ↘623 | ↗687 |
| 1939 | 1959 | 1979 | 1989 | 1996 | 2002 | 2010 |
| ↘515 | ↘302 | ↘202 | ↘78  | ↘54  | ↘30  | ↘11  |

### Национальный состав
Согласно результатам переписи 2002 года, в национальной структуре населения русские составляли 93 % из 30 чел.